# Hinterhartenthal

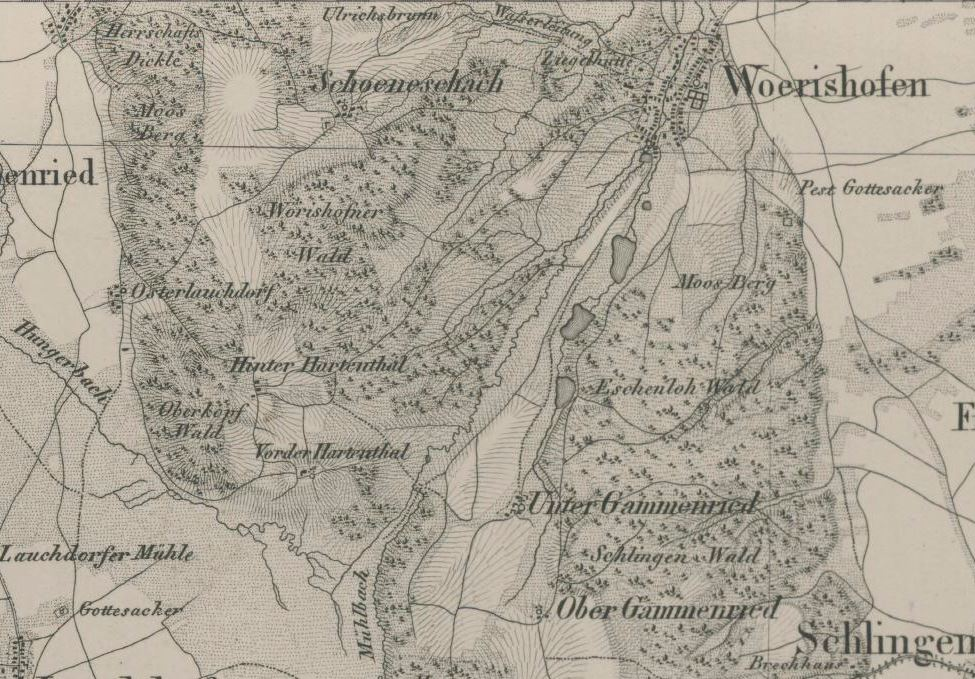
Topographischer Atlas vom Königreiche Baiern-Ausschnitt-Blatt Kaufbeuren – Ausschnitt mit Lage von Hinterhartenthal

Hinterhartenthal ist der Name eines aufgegebenen  Ortes auf dem Gebiet der Gemeinde Bad Wörishofen im schwäbischen Landkreis Unterallgäu.

## Lage
Der Ort lag etwa 700 m nordwestlich von Vorderhartenthal, an der Straße zwischen Hartenthal und Osterlauchdorf, heutzutage markiert durch einen Wanderparkplatz mit Gedenkstein, Informationspanelen und der ehemaligen Dorflinde. Vorderhartenthal existiert heute noch als Stadtteil Hartenthal der Stadt Bad Wörishofen.

## Geschichte
Hinterhartenthal wurde 1494 erstmals urkundlich erwähnt. Der Ort bestand 1864 aus zwei Höfen (Familien Trautwein und Glogger) und einer Sölde (Johann Hampp aus Winzer) mit insgesamt 24 Einwohnern. Zwischen 1889 und 1892 wurden die Höfe aufgelassen, 1901 die Sölde; ab 1896 wurde das Gelände vom bayerischen Staat aufgeforstet.